# Zapalenie zbiornika jelitowego
Zapalenie zbiornika jelitowego, pouchitis (od ang. pouch, czyli torba lub worek) – zapalenie błony śluzowej zbiornika jelitowego (poucha) wytworzonego po zabiegu proktokolektomii, spowodowane rozplemem bakterii znajdujących się w kale wypełniającym zbiornik albo reakcją układu odpornościowego na produkty metabolizmu patogenów bakteryjnych kolonizujących pouch.
Incydenty zapalenia pojawiają się u 45% chorych ze zbiornikiem. Ryzyko jego zapalenia zwiększają występujące jednocześnie u pacjenta choroby: marskość wątroby, pierwotne stwardniające zapalenie dróg żółciowych oraz nieokreślone nieswoiste zapalenie jelit. Objawami tego zaburzenia są: wodnista biegunka, ból brzucha o charakterze kolki, gorączka, ból stawów, zapalenie błony naczyniowej oka, ogólne rozbicie. Chorobę można potwierdzić endoskopowo. Zapalenie zbiornika jelitowego leczy się, podając antybiotyki (np. metronidazol, ryfaksyminę, ciprofloksacyna) oraz probiotyki. W piśmiennictwie można również znaleźć doniesienia o korzystnym działaniu infliksimabu w powikłanych postaciach zapalenia zbiornika jelitowego.